# Alexis Masbou
Alexis Masbou (Albi, 1987. június 2. –) francia motorversenyző, a MotoGP 125 köbcentiméteres géposztályának tagja.
A sorozatban már 2003-ban bemutatkozott, ekkor, valamint 2004-ben szabadkártyásként versenyzett. 2005-ben már teljes szezonra szóló szerződést kapott, a szezont a 18. helyen zárta. 2006-ban a Malaguti csapatához szerződött, pontot nem szerzett. 2007-ben a Honda csapatának tagja volt, a szezon végén 21. lett. 2008-ban a Loncinhoz szerződött, ekkor 28. lett. 2009-ben eddig egyetlen pontot sem szerzett.